# Lars Schött
Lars Erik Schött (i riksdagen kallad Schött i Kalmar), född 14 december 1911 i Kalmar, död 21 december 1995 i Kalmar Sankt Johannes församling, var en svensk fögderidirektör och riksdagspolitiker (m).
Schött var riksdagsledamot i första kammaren 1960-1970 för Kalmar läns valkrets. Han var också ledamot i den nya enkammarriksdagen från 1971. Han var även landstingsledamot samt stadsfullmäktigeledamot.